# آک-دوووراک
شهر آک-دوووراک (به روسی: Ак-Довурак) در کشور روسیه و در جمهوری تووا واقع شده‌است.